# حارة العوسج (صنعاء)

تعديل مصدري - تعديل

حارة العوسج هي إحدى حارات حي صرف بمديرية شعوب إحد مديريات العاصمة اليمنية صنعاء، بلغ تعداد سكانها 91 نسمة حسب تعداد اليمن لعام 2004.